# Круторічка
Круторі́чка (рос. Круторечка) — присілок у складі Гаринського міського округу Свердловської області.
Населення — 54 особи (2010, 116 у 2002).
Національний склад населення станом на 2002 рік: росіяни — 100 %.